# Erik Angren
Erik Morgan Angren, född 1 oktober 1914 i Borås, död 6 oktober 1992 i Lundby, var en svensk fotbollsmålvakt som representerade Gais mellan 1934 och 1941.

## Karriär
Angren värvades till Gais från Hisingstads IS under vinteruppehållet säsongen 1933/1934, då den förre målvakten Evert Gustavsson inte övertygat. Angren stod sedan i samtliga sju vårmatcher när Gais slutade på en andraplats i allsvenskan. Han var sedan ordinarie målvakt i Gais, och var med om att åka ur allsvenskan 1938. Han stod från debuten i så gott som alla klubbens matcher (med Henning Lundgren som reserv) fram till säsongen 1939/1940, då han bara spelade 12 av 18 matcher. Säsongen 1940/1941 blev hans sista för Gais. Då han blev inkallad i militären på grund av andra världskriget kunde han denna säsong bara medverka i tre matcher i division II västra.

### I landslaget
Angren togs ut i svenska landslaget i september 1934 mot Finland, som reserv bakom Anders Rydberg. Han fick ingen speltid, och lyckades dessutom missa tåget hem varpå han blev avstängd från spel i 14 dagar. Han togs även ut som reserv i B-landslaget 1935, men utan speltid även då.